# Andreas Kaufer
Andreas Kaufer est un astrophysicien allemand, directeur des opérations à l'Observatoire européen austral (ESO) et directeur de l'observatoire de La Silla-Paranal.

## Au sein de l'Union astronomique internationale
Andreas Kaufer est un membre actif de l'Union astronomique internationale. Il est membre de la division G « Étoiles et physique stellaire », et membre et conseiller au sein du groupe de travail « Étoiles B actives » de la division G. Il était jusqu'en 2012 membre de la division V « Étoiles variables » et jusqu'en 2015 membre de la commission 27 « Étoiles variables ».

## Honneur
L'astéroïde (216624) Kaufer porte son nom.